# Coupe CECAFA des nations 2010
Navigation
Kenya 2009 Tanzanie 2011
La Coupe CECAFA des nations 2010 est la trente-cinquième édition de la Coupe CECAFA des nations qui a eu lieu en Tanzanie du 28 novembre au 12 décembre 2010. Les nations membres de la CECAFA (Confédération d'Afrique centrale et de l'Est) sont invitées à participer à la compétition. 
C'est le pays organisateur, la Tanzanie, qui remporte la compétition en s'imposant en finale face à la Côte d'Ivoire. Le tenant du titre, l'Ouganda se classe troisième. C'est le troisième titre de champion de la CECAFA pour la sélection tanzanienne.
La sélection de Djibouti et d'Érythrée sont absentes, s'étant engagé après la date limite fixée par la CECAFA. À l'inverse, les équipes de Zambie, du Malawi (membres de la COSAFA) et de Côte d'Ivoire (sélection membre de l'UFOA) sont invitées à prendre part à la compétition. À noter que les Ivoiriens alignent une équipe composée de joueurs évoluant tous en championnat ivoirien afin de préparer le prochain Championnat d'Afrique des nations 2011, qui démarre en février 2011 au Soudan.
Il y a donc 12 équipes engagées et le premier tour se déroule donc avec trois poules de quatre équipes : les deux premiers plus les deux meilleurs troisièmes se qualifient pour la phase finale, disputée à partir des quarts de finale. Toutes les rencontres sont disputées à Dar es Salaam.

## Équipes participantes
| - Tanzanie - Organisateur - Ouganda - Tenant du titre - Zanzibar - Côte d'Ivoire - Équipe invitée - Éthiopie - Burundi | - Soudan - Somalie - Rwanda - Kenya - Zambie - Équipe invitée - Malawi - Équipe invitée |

## Compétition

### Premier tour

#### Groupe A
| Rang | Équipe   | Pts | J | G | N | P | Bp | Bc | Diff |  | Résultats (▼ dom., ► ext.) |  |     |     |     |
| ---- | -------- | --- | - | - | - | - | -- | -- | ---- |  | -------------------------- |  | --- | --- | --- |
| 1    | Zambie   | 7   | 3 | 2 | 1 | 0 | 7  | 0  | +7   |  | Zambie                     |  | 1-0 | 0-0 | 6-0 |
| 2    | Tanzanie | 6   | 3 | 2 | 0 | 1 | 5  | 1  | +4   |  | Tanzanie                   |  |     | 2-0 | 3-0 |
| 3    | Burundi  | 4   | 3 | 1 | 1 | 1 | 2  | 2  | 0    |  | Burundi                    |  |     |     | 2-0 |
| 4    | Somalie  | 0   | 3 | 0 | 0 | 3 | 0  | 11 | -11  |  | Somalie                    |  |     |     |     |

#### Groupe B
| Rang | Équipe        | Pts | J | G | N | P | Bp | Bc | Diff |  | Résultats (▼ dom., ► ext.) |  |     |     |     |
| ---- | ------------- | --- | - | - | - | - | -- | -- | ---- |  | -------------------------- |  | --- | --- | --- |
| 1    | Côte d'Ivoire | 6   | 3 | 2 | 0 | 1 | 5  | 2  | +3   |  | Côte d'Ivoire              |  | 1-2 | 1-0 | 3-0 |
| 2    | Rwanda        | 5   | 3 | 1 | 2 | 0 | 2  | 1  | +1   |  | Rwanda                     |  |     | 0-0 | 0-0 |
| 3    | Zanzibar      | 4   | 3 | 1 | 1 | 1 | 2  | 1  | +1   |  | Zanzibar                   |  |     |     | 2-0 |
| 4    | Soudan        | 1   | 3 | 0 | 1 | 2 | 0  | 5  | -5   |  | Soudan                     |  |     |     |     |

#### Groupe C
| Rang | Équipe   | Pts | J | G | N | P | Bp | Bc | Diff |  | Résultats (▼ dom., ► ext.) |  |     |     |     |
| ---- | -------- | --- | - | - | - | - | -- | -- | ---- |  | -------------------------- |  | --- | --- | --- |
| 1    | Ouganda  | 7   | 3 | 2 | 1 | 0 | 5  | 2  | +3   |  | Ouganda                    |  | 1-1 | 2-1 | 2-0 |
| 2    | Malawi   | 5   | 3 | 1 | 2 | 0 | 5  | 4  | +1   |  | Malawi                     |  |     | 1-1 | 3-2 |
| 3    | Éthiopie | 4   | 3 | 1 | 1 | 1 | 4  | 4  | 0    |  | Éthiopie                   |  |     |     | 2-1 |
| 4    | Kenya    | 0   | 3 | 0 | 0 | 3 | 3  | 7  | -4   |  | Kenya                      |  |     |     |     |

#### Classement des meilleurs troisièmes
| Rang | Équipe   | Pts | J | G | N | P | Bp | Bc | Diff |
| ---- | -------- | --- | - | - | - | - | -- | -- | ---- |
| 1    | Zanzibar | 4   | 3 | 1 | 1 | 1 | 2  | 1  | +1   |
| 2    | Éthiopie | 4   | 3 | 1 | 1 | 1 | 4  | 4  | 0    |
| 3    | Burundi  | 4   | 3 | 1 | 1 | 1 | 2  | 2  | 0    |

### Phase finale
|  | Quarts de finale | Quarts de finale | Quarts de finale | Quarts de finale |               |               | Demi-finales    | Demi-finales    | Demi-finales                  | Demi-finales                  |                               |                               | Finale           | Finale           | Finale           | Finale           |
|  |                  |                  |                  |                  |               |               |                 |                 |                               |                               |                               |                               |                  |                  |                  |                  |
|  | 7 décembre 2010  | 7 décembre 2010  | 7 décembre 2010  | 7 décembre 2010  |               |               | 9 décembre 2010 | 9 décembre 2010 | 9 décembre 2010               | 9 décembre 2010               |                               |                               | 12 décembre 2010 | 12 décembre 2010 | 12 décembre 2010 | 12 décembre 2010 |
|  | 7 décembre 2010  | 7 décembre 2010  | 7 décembre 2010  | 7 décembre 2010  |               |               | 9 décembre 2010 | 9 décembre 2010 | 9 décembre 2010               | 9 décembre 2010               |                               |                               | 12 décembre 2010 | 12 décembre 2010 | 12 décembre 2010 | 12 décembre 2010 |
|  | 1er A            | Zambie           | 1                | 1                |               |               | 9 décembre 2010 | 9 décembre 2010 | 9 décembre 2010               | 9 décembre 2010               |                               |                               | 12 décembre 2010 | 12 décembre 2010 | 12 décembre 2010 | 12 décembre 2010 |
|  | 1er A            | Zambie           | 1                | 1                |               |               | 9 décembre 2010 | 9 décembre 2010 | 9 décembre 2010               | 9 décembre 2010               |                               |                               | 12 décembre 2010 | 12 décembre 2010 | 12 décembre 2010 | 12 décembre 2010 |
|  | 3e B/C           | Éthiopie         | 2                | 2                |               |               | 9 décembre 2010 | 9 décembre 2010 | 9 décembre 2010               | 9 décembre 2010               |                               |                               | 12 décembre 2010 | 12 décembre 2010 | 12 décembre 2010 | 12 décembre 2010 |
|  | 3e B/C           | Éthiopie         | 2                | 2                | Éthiopie      | Éthiopie      | 0               | 0               |                               |                               |                               |                               | 12 décembre 2010 | 12 décembre 2010 | 12 décembre 2010 | 12 décembre 2010 |
|  | 7 décembre 2010  |                  |                  |                  | Éthiopie      | Éthiopie      | 0               | 0               |                               |                               |                               |                               | 12 décembre 2010 | 12 décembre 2010 | 12 décembre 2010 | 12 décembre 2010 |
|  |                  |                  | Côte d'Ivoire    | Côte d'Ivoire    | 1             | 1             |                 |                 |                               |                               |                               |                               | 12 décembre 2010 | 12 décembre 2010 | 12 décembre 2010 | 12 décembre 2010 |
|  | 1er B            | Côte d'Ivoire    | Côte d'Ivoire    | Côte d'Ivoire    | 1             | 1             | 1               | 1               |                               |                               |                               |                               | 12 décembre 2010 | 12 décembre 2010 | 12 décembre 2010 | 12 décembre 2010 |
|  | 1er B            | Côte d'Ivoire    | 10 décembre 2010 |                  |               |               | 1               | 1               |                               |                               |                               |                               | 12 décembre 2010 | 12 décembre 2010 | 12 décembre 2010 | 12 décembre 2010 |
|  | 2e C             | Malawi           | 0                | 0                |               |               |                 |                 |                               |                               |                               |                               | 12 décembre 2010 | 12 décembre 2010 | 12 décembre 2010 | 12 décembre 2010 |
|  | 2e C             | Malawi           | 0                | 0                | Côte d'Ivoire | Côte d'Ivoire | 0               | 0               |                               |                               |                               |                               |                  |                  |                  |                  |
|  | 8 décembre 2010  |                  |                  |                  | Côte d'Ivoire | Côte d'Ivoire | 0               | 0               |                               |                               |                               |                               |                  |                  |                  |                  |
|  |                  |                  | Tanzanie         | Tanzanie         | 1             | 1             |                 |                 |                               |                               |                               |                               |                  |                  |                  |                  |
|  | 1er C            | Ouganda tab      | Tanzanie         | Tanzanie         | 1             | 1             | 2 (5)           | 2 (5)           |                               |                               |                               |                               |                  |                  |                  |                  |
|  | 1er C            | Ouganda tab      |                  |                  |               |               |                 |                 |                               |                               |                               |                               |                  |                  |                  |                  |
|  | 3e A ou B        | Zanzibar         | 2 (3)            | 2 (3)            |               |               |                 |                 |                               |                               |                               |                               |                  |                  |                  |                  |
|  | 3e A ou B        | Zanzibar         | 2 (3)            | 2 (3)            | Ouganda       | Ouganda       | 0 (4)           | 0 (4)           | Match pour la troisième place | Match pour la troisième place | Match pour la troisième place | Match pour la troisième place |                  |                  |                  |                  |
|  | 8 décembre 2010  |                  |                  |                  | Ouganda       | Ouganda       | 0 (4)           | 0 (4)           | Match pour la troisième place | Match pour la troisième place | Match pour la troisième place | Match pour la troisième place |                  |                  |                  |                  |
|  |                  |                  | Tanzanie tab     | Tanzanie tab     | 0 (5)         | 0 (5)         |                 |                 | 12 décembre 2010              | 12 décembre 2010              | 12 décembre 2010              | 12 décembre 2010              |                  |                  |                  |                  |
|  | 2e A             | Tanzanie         | Tanzanie tab     | Tanzanie tab     | 0 (5)         | 0 (5)         | 1               | 1               | 12 décembre 2010              | 12 décembre 2010              | 12 décembre 2010              | 12 décembre 2010              |                  |                  |                  |                  |
|  | 2e A             | Tanzanie         |                  |                  |               |               |                 | 1               |                               |                               | Éthiopie                      | Éthiopie                      | 3                | 3                |                  |                  |
|  | 2e B             | Rwanda           | 0                | 0                |               |               |                 |                 |                               |                               | Éthiopie                      | Éthiopie                      | 3                | 3                |                  |                  |
|  | 2e B             | Rwanda           | 0                | 0                | Ouganda       | Ouganda       | 4               | 4               |                               |                               |                               |                               |                  |                  |                  |                  |
|  |                  |                  |                  |                  |               |               |                 |                 |                               |                               |                               |                               |                  |                  |                  |                  |

#### Quarts de finale
| 7 décembre 2010 | Zambie    | 1 - 2 | Éthiopie                      | Benjamin Mkapa National Stadium, Dar es Salaam |  |
|                 | Sunzu 58e |       | Mulenga 17e (csc) · Oukri 37e |                                                |  |

| 7 décembre 2010 | Côte d'Ivoire | 1 - 0 | Malawi | Benjamin Mkapa National Stadium, Dar es Salaam |
|                 | Tchetche 80e  |       |        |                                                |

| 8 décembre 2010 | Ouganda                         | 2 - 2 a.p. | Zanzibar                | Benjamin Mkapa National Stadium, Dar es Salaam |  |
|                 | Sserumaga 13e · Okwi 47e (pen.) |            | Khamis 36e · Morris 87e |                                                |  |
|                 | Tirs au but 5-3                 |            |                         |                                                |  |

| 8 décembre 2010 | Tanzanie            | 1 - 0 | Rwanda | Benjamin Mkapa National Stadium, Dar es Salaam |
|                 | Nsajigwa 62e (pen.) |       |        |                                                |

#### Demi-finales
| 10 décembre 2010 | Éthiopie | 0 - 1 | Côte d'Ivoire | Benjamin Mkapa National Stadium, Dar es Salaam |
|                  |          |       | Tchetche 72e  |                                                |

| 10 décembre 2010 | Ouganda         | 0 - 0 a.p. | Tanzanie | Benjamin Mkapa National Stadium, Dar es Salaam |  |
|                  |                 |            |          |                                                |  |
|                  | Tirs au but 4-5 |            |          |                                                |  |

#### Match pour la3eplace
| 12 décembre 2010 | Ouganda                                          | 4 - 3 | Éthiopie                      | Benjamin Mkapa National Stadium, Dar es Salaam |  |
|                  | Kisseka 5e · Okwi 48e · Mawejje 53e · Matovu 72e |       | Oukri 2e, 33e · Alebachew 67e |                                                |  |

#### Finale
| 12 décembre 2010 | Côte d'Ivoire | 0 - 1 | Tanzanie            | Benjamin Mkapa National Stadium, Dar es Salaam |
|                  |               |       | Nsajigwa 41e (pen.) |                                                |

| Vainqueur Coupe CECAFA 2010 Tanzanie 3e titre |